# BWT Racing Point F1 Team
BWT Racing Point F1 Team, o simplement Racing Point, és un equip de Formula 1 creat el 2018 per Lawrence Stroll amb la compra de l'escuderia Force India. Te la seu a Silverstone, Regne Unit.

## Història
A finals de juliol de 2018, Force Índia es trobava en una greu situació económica. Els seus actius van ser adquirits per un consorci d'inversors, denominat Racing Point UK Ltd. i liderat per Lawrence Stroll. El consorci va crear un nou constructor amb els actius i va ingressar a la competició abans del Gran Premi de Bélgica del 2018, prenent la vacant de l'equip original Force India.
Al desembre de 2018, va confirmar que Racing Point pretenia abandonar el nom Force India i competiria el campionat 2019 com un nou constructor anomenat Racing Point F1 Team.
En la Temporada 2019, l'equip s'associa amb el lloc d'apostes SportPesa i amb el motor anomenat BWT-Mercedes, amb Sergio Pérez i Lance Stroll com a pilots, l'equip va acabar en setè lloc en el campionat amb 73 punts.
El gener de 2020, Lawrence Stroll compra les accions del fabricant automòbil britànic Aston Martin i, a partir del 2021, l'equip passarà a anomenar-se Aston Martin.

## Resultats
| Any  | Nom                              | Cotxe | Motor                           | Pneumátics | Combustible | No.     | Conductors                | Punts    | WCC      |
| ---- | -------------------------------- | ----- | ------------------------------- | ---------- | ----------- | ------- | ------------------------- | -------- | -------- |
| 2018 | Racing Point Force India F1 Team | VJM11 | Mercedes M09 EQ Power+ 1.6 V6 t | P          | Pemex       | 11. 31. | Sergio Pérez Esteban Ocon | 52       | 7        |
| 2019 | SportPesa Racing Point F1        | RP19  | Mercedes M10 EQ Power+ 1.6 V6 t | P          | Petronas    | 11. 18. | Sergio Pérez Lance Stroll | 73       | 7        |
| 2020 | Racing Point F1 Team             | RP20  | Mercedes M11 EQ Power+ 1.6 V6 t | P          | Petronas    | 11. 18. | Sergio Pérez Lance Stroll | En curs* | En curs* |